# 米拉·艾丽雅娜·慕克里
米拉·艾丽雅娜·慕克里（昵称Ally Mukhriz，1995年6月13日—），马来西亚第四任及第七任首相马哈迪·莫哈末的孙女、吉打州第11任及第13任州务大臣慕克里·马哈迪的长女。毕业于伦敦大学。
2020年8月21日，艾丽雅娜与丈夫在酒吧消遣，因抵触复原行动管制令而遭警方逮捕。

## 个人生活
艾丽雅娜曾受邀为时尚杂志拍摄封面照片，展现其不同风格的新生代女性时尚感和品味。此外，她也经常活跃于社交媒体Instagram，有超过20万名追随者。
2019年4月23日，艾丽雅娜被选为马来西亚知名服装设计师李坤辉（Khoon Hooi）在该年开斋节系列设计的代言人。对于成为李坤辉2019年金色开斋节时装周的模特儿，艾丽雅娜表示非常荣幸，也感谢对方选择和相信她能胜任该系列服装。
2019年10月26日，艾丽雅娜在社交媒体Instagram发布一张自己与未婚夫在香港会见马来西亚首富郭鹤年的合照。她在文中写道：“很高兴在香港见到罗伯特叔叔（Robert，郭鹤年的英文名）。有很多精彩的故事和令人难忘的回忆。谢谢您的热情招待，希望很快再见到您！”
2020年2月20日，艾丽雅娜与阿兹拉（Ezran Daud Cheah）成婚，婚礼及晚宴分别在首都住家及武吉端姑酒店举行，马哈迪夫妇也出席。
2022年1月23日，艾丽雅娜在Instagram发布限时动态，祝福友人新婚快乐。
2022年2月16日，艾丽雅娜在Instagram分享了一张家庭聚餐照，揭秘了祖父马哈迪出院后的近况，从照片可见，马哈迪看起来非常开朗，尤其对着摄影镜头时，也不忘展现笑容。
2022年7月25日，艾丽雅娜在社交媒体上载多张与狗狗的合照，希望透过自身影响力，为非营利宠物领养平台“My Forever Doggo”献绵力，协助流浪犬早日找到收养牠们的主人。

## 争议

### 违反复原行动管制令遭逮捕
2020年8月21日，艾丽雅娜与丈夫在酒吧消遣，因抵触复原行动管制令而遭警方逮捕。其父亲慕克里·马哈迪于8月27日证实了此事，并感谢吉隆坡警方采取严厉和公平的行动。无论如何，慕克里不愿回应部分人士指艾丽雅娜喝醉的指控，但他坦言对女儿和女婿的行为感到失望。
8月28日，艾丽雅娜透过社交媒体Instagram发文承认自己因为出席一场生日派对而遭警方逮捕，并为自己的行为道歉。
不少网民在艾丽雅娜的帖文留言，对她愿意承认犯错的态度表示赞扬，“庆幸你没有滥用你祖父（指前首相马哈迪·莫哈末）的权力”，“至少你肯认错，那位部长（指原产业部长莫哈末凯鲁丁）太令人失望了”。

## 家庭
- 父亲：慕克里·马哈迪
- 母亲：Norzieta Zakaria
- 丈夫：Ezran Daud Cheah
- 兄弟姐妹：Melia Serena binti Mukhriz、Misha Hakeem bin Mukhriz
- 祖父：马哈迪·莫哈末
- 祖母：茜蒂哈斯玛
- 曾祖父：莫哈末·依斯干达
- 曾祖母：旺·登巴旺